# Football Club Trapani 1905

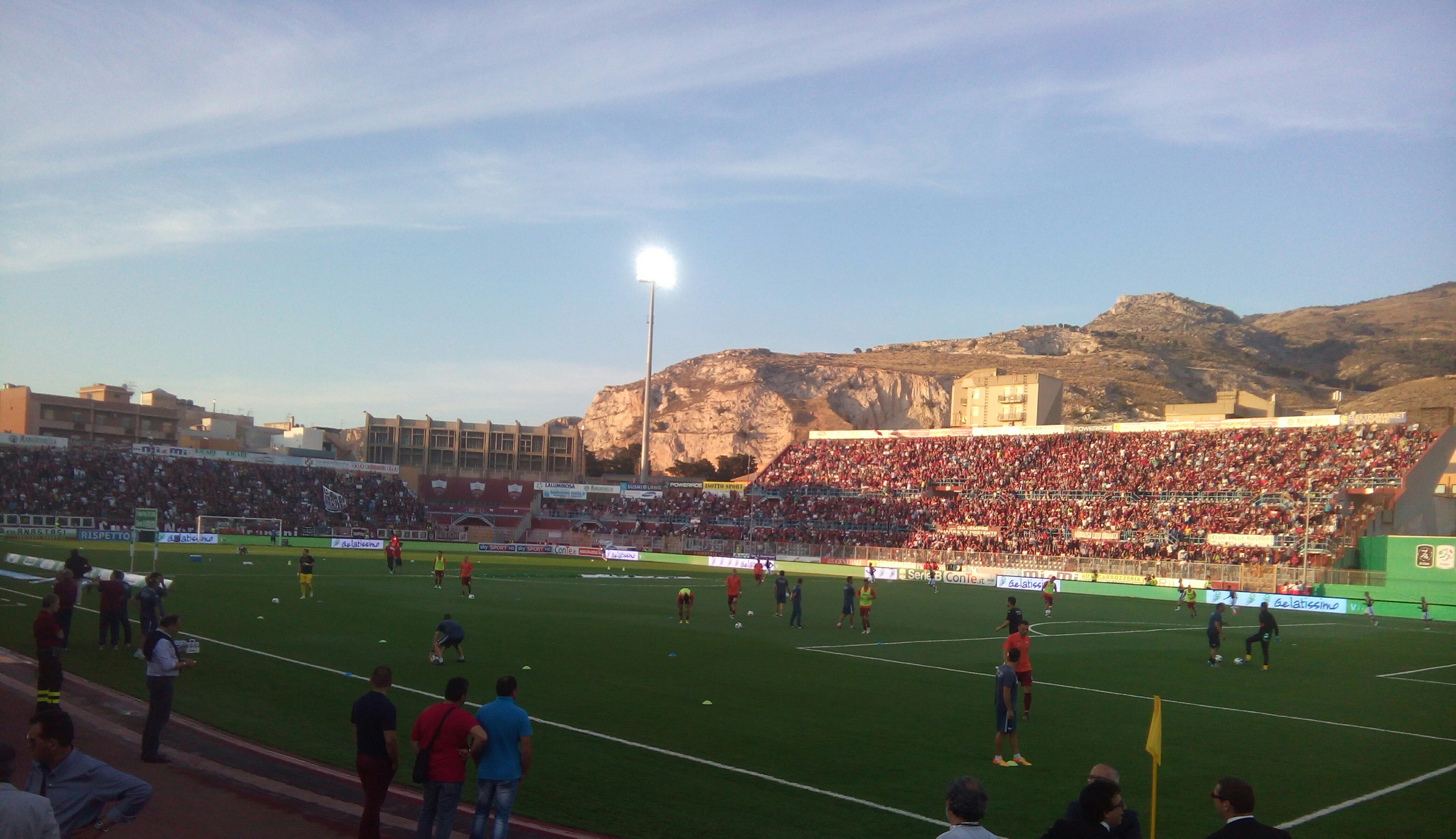
Final de Serie B 2016 entre Trapani y Pescara.

El Football Club Trapani 1905 es un club de fútbol de Italia, con sede en Trapani, en Sicilia. Fue fundado en 1905 y refundado en varias oportunidades. Compite en la Serie C, tercera categoría del fútbol italiano.

## Historia
Fue fundado en el año 1905 en la ciudad de Trapani con el nombre Unione Sportiva Trapanese por un grupo de jóvenes según la prensa local, encabezados por el profesor Ugolino Montagna y el joven Abele Mazzarese, y la gran parte de su historia la han pasado en la Serie C y Serie D.
Es uno de los equipos más viejos de Sicilia, sólo más joven que Palermo y Messina.
Su primer juego oficial fue ante el Palermo en octubre de 1908, perdiendo por marcador de 0-12.

## Palmarés

### Torneos interregionales
- Lega Pro Prima Divisione (1): 2012-13 (Grupo A)
- Seconda Divisione (1): 1931-32 (Grupo Sicilia)
- Serie C2 (1): 1993-94 (Grupo C)
- Serie D (1): 1971-72 (Grupo I)
- Campionato Interregionale (1): 1984-85 (Grupo M)
- Campionato Nazionale Dilettanti (1): 1992-93 (Grupo H)

## Rivalidades
Su principal rivalidad es con el Marsala y con el Mazara, de las ciudades vecinas de Marsala y Mazara del Vallo.